# Bálint Lajos (püspök)
Bálint Lajos (Csíkdelne, 1929. július 6. – Székelyudvarhely, 2010. április 4.) romániai magyar főpap, a Gyulafehérvári főegyházmegye első érseke.

## Pályafutása
Elemi iskoláit szülőfalujában végezte, majd a csíkszeredai Római Katolikus Főgimnázium növendéke lett, innen Gyulafehérvárra ment, ahol a Hittudományi Főiskolán tanult. 1957. április 28-án Márton Áron püspök szentelte pappá. Előbb káplánként működött Sepsiszentgyörgyön, majd plébánosként Futásfalván, Csíkszentdomokoson és Székelyudvarhelyen, ahol egyben a kerület főesperesi tisztségét is betöltötte.

### Püspöki pályafutása
1981. szeptember 29-én dr. Jakab Antal megyés püspök szentelte segédpüspökké Gyulafehérváron. 1990-ben Jakab Antal visszavonulása után átvette az egyházmegye vezetését. 1991. augusztus 5-én II. János Pál pápa érseki rangra emelte az egyházmegyét, és első érsekké Bálint Lajos nevezte ki. Tisztségét 1993 végéig töltötte be, ekkor azonban megromlott egészségi állapota miatt lemondott.

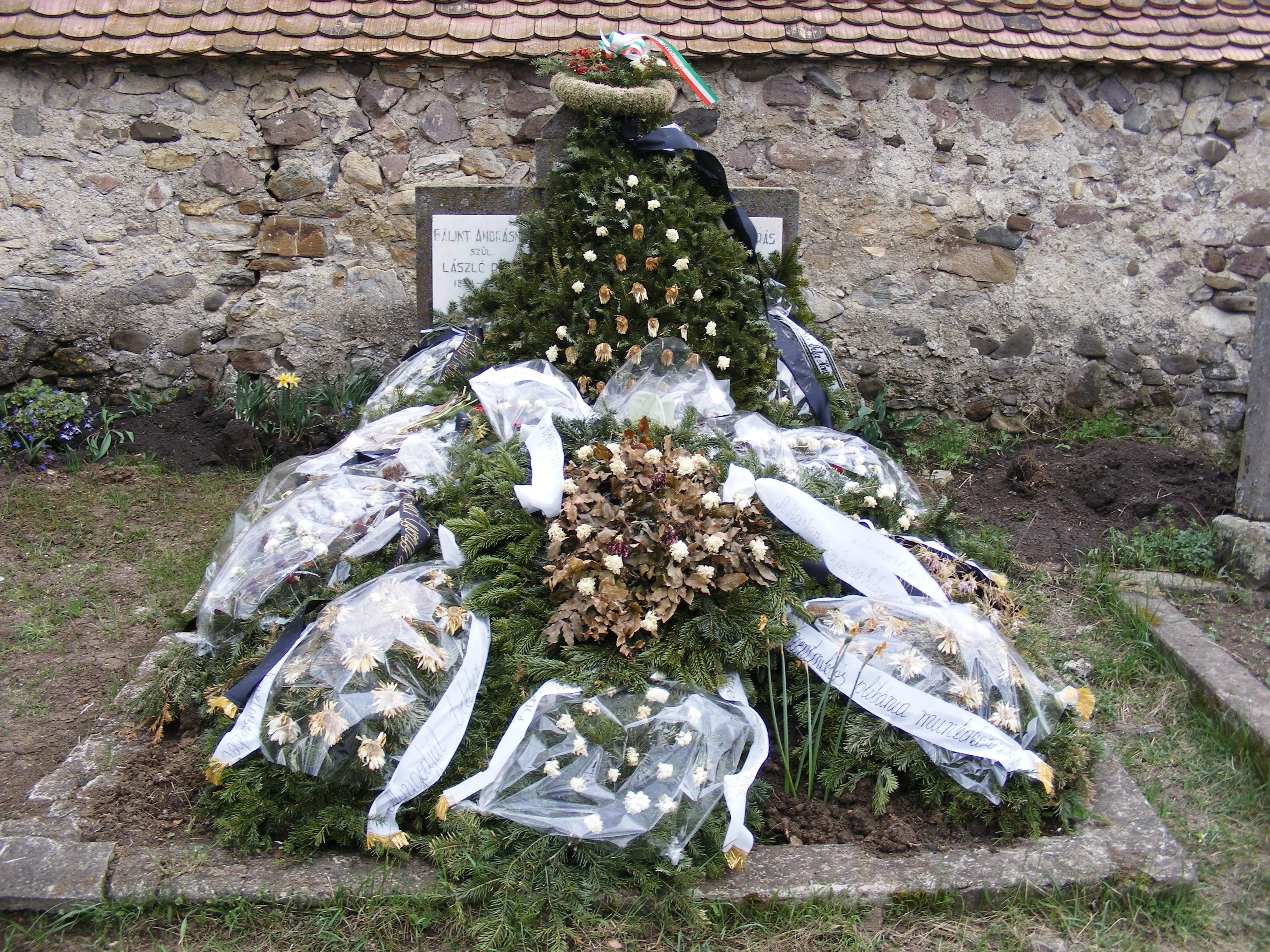
Koszorúzott sírja Csíkdelnén

Lemondása után Marosfőn és Székelyudvarhelyen élt. Nyugállományba vonulása után szívügyének tekintette, hogy a Kostelek melletti Sósmezőn megsebesült német jezsuita tábori lelkésznek, Boldog P. Rupert Majernek emlékére, "Isten igéje nincs megbilincselve" felirattal egy emlékművet állíttasson fel. Ez el is készült és ma is ott látható Kostelek falu határában a boldoggá avatott jezsuita tábori lelkész megsebesülésének helyszínén. Székelyudvarhelyen hunyt el, 2010. április 4-én. Utolsó akaratának megfelelően egy Csíksomlyón tartott gyászszertartás után, mindössze egy pap és két ministráns kísérte el utolsó útjára, a csíkdelnei temetőbe.